# 冯黎明 (体操运动员)
冯黎明（英語：Lori Fung，1963年2月21日—），加拿大女子艺术体操运动员、教练。她曾代表加拿大获得1984年夏季奥运会体操比赛女子个人全能金牌。她于1988年结束运动生涯，退役后，她成为加拿大国家队的教练。